# سيريتل
سيريتل هي شركة خاصة مشغلة للهاتف المحمول في سوريا تأسست عام 2000م. تُعد هي وشركة MTN الشركتان الوحيدتان اللتان تعملان في هذا المجال داخل البلاد.

## لمحة عن الشركة
منذ تأسيسها عام 2000 م، وشركة سيريتل موبايل تيليكوم هي الشركة الرائدة في مجال الاتصالات في سوريا.

## حجم الشركة
- لدى شركة سيريتل 26 مركز خدمة موزعة في جميع المناطق السورية، و 4 مراكز للاتصالات في كل من دمشق وحلب واللاذقية وطرطوس تقوم بخدمة أكثر من 20,000 زبون يومياً من خلال الإجابة على استفساراتهم.
- محلياً، تميزت شركة سيريتل بنموها السريع كمشغل خليوي في سوريا ، فلديها 2.327 موظف ذوي مهارات عالية يقدمون أفضل الخدمات لأكثر من 7,5 ملايين زبون.
- تمتلك شركة سيريتل أيضا 3.867 محطة راديوية لخدمة الجيل الثاني و 2.761 لخدمة الجيل الثالث ، وذلك لنشر التغطية للزبائن أينما كانوا. كما قامت بالتعاقد مع 234 مشغل خليوي لتقديم خدمة التجول الدولي في 122 دولة حول العالم.

## المنتجات
- خط سيريتل اللاحق الدفع .
- بطاقة ياهلا المسبقة الدفع.
- خط سيرف لاحق الدفع للإنترنت.
- بطاقة سيرف مسبق الدفع.
- خدمة الجيل الثالث لنقل البيانات SURF .
- خدمة الجيل الرابع لنقل البيانات Super Surf.

## الجودة في سيريتل
- إن نظام إدارة الجودة في شركة سيريتل موبايل تيليكوم المساهمة المغفلة حاصل على شهادة الجودة ISO 9001:2000 منذ نيسان 2006 من شركة .LRQA
- في شهر نيسان 2009 اجتازت سيريتل بنجاح تدقيق تجديد شهادة المطابقة وذلك بحسب المتطلبات الجديدة التي أضيفت في عام 2008 للمواصفة ISO 9001

حيث تم تأكيد مطابقة وملائمة نظام إدارة الجودة لديها مع متطلبات المواصفة وتم منحها شهادة المطابقة للمواصفة ISO 9001:2008

## الموقع على الإنترنت
- الموقع الرسمي